# Biofarmaceutyki
Biofarmaceutyki – białka (w tym przeciwciała), kwasy nukleinowe (DNA i RNA lub antysensowe oligonukleotydy) używane do celów terapeutycznych lub celów diagnostycznych in vivo, wytwarzane z zastosowaniem biotechnologii.

## Biofarmacja
Biofarmacja jest to termin, który opisuje dziedzinę badań ściśle związanych z farmakokinetyką.

## Różnice między biofarmaceutykami i lekami konwencjonalnymi
Leki biotechnologiczne i konwencjonalne leki chemiczne różnią się fundamentalnie pod względem struktury i mechanizmów działania. Leki biotechnologiczne są wytwarzane przez żywe komórki, a leki chemiczne w procesach chemicznych.
Struktura cząsteczek bioleków jest w związku z tym nieporównywalnie bardziej złożona. Dla porównania: lek biologiczny interferon β charakteryzuje się masą cząsteczki 19 000 Da, podczas gdy cząsteczka przedstawiciela leków klasycznych – kwasu acetylosalicylowego – ma masę jedynie 180 Da. Związki małocząsteczkowe, otrzymywane na drodze syntetycznej wypełniają wymóg biorównoważności dla produktów farmaceutycznych. Dzięki temu możliwe jest bezpieczna zmienność jako preparatów genetycznych.
Inaczej jest w przypadku substancji mało- i średniocząsteczkowych otrzymywanych na bazie surowców naturalnych.

## Leki biopodobne
Leki produkowane metodami biotechnologicznymi nie posiadają biogeneryków (zamienników) – po wygaśnięciu ochrony patentowej leku biotechnologicznego (na przykład pierwszej generacji) może pojawić się w lecznictwie specyfik naśladujący lek oryginalny. Takie farmaceutyki nazywa się lekami biopodobnymi lub biofarmaceutykami naśladowczymi.
Różnią się one od oryginału przede wszystkim stosowaniem innej linii komórkowej oraz innego procesu wytwarzania i oczyszczania, co może powodować różnice we właściwościach farmakokinetycznych i farmakodynamicznych między lekami oryginalnymi a biopodobnymi.

## Charakterystyka biofarmaceutyków
Biofarmaceutyki charakteryzują się strukturą trzeciorzędową (konformacją przestrzenną) i czwartorzędową (wyznaczającą specyficzne interakcje z wieloma innymi białkami i receptorami w narządach docelowych).
Struktury nie występują w przypadku związków małocząsteczkowych.
Podczas gdy leki chemiczne wpływają na ogół na jeden lub najwyżej kilka procesów (zazwyczaj reakcji enzymatycznych), bioleki wykazują znacznie bardziej złożone działanie. Przykładem jest interferon, który oddziałuje na ekspresję ponad 40 genów. Z tych też powodów pełnego mechanizmu działania leków biologicznych w zasadzie nie można określić.
Ponadto w wielu przypadkach lek biologiczny w swojej postaci finalnej (czyli w podawanej pacjentowi) nie zawiera jednej ściśle określonej cząsteczki, ale w rzeczywistości jest mieszaniną różnych izoform.
Są one bardzo wrażliwe na warunki zewnętrzne (temperatura, nasłonecznienie).
Ocenia się, że już ponad 500 milionów chorych było lub jest leczonych biolekami.

## Metody wytwarzania biofarmaceutyków
Biofarmaceutyki mogą być wytwarzane z komórek bakterii (np. E. coli lub rekombinacji kultur drożdży), linii komórek ssaków (hodowli komórkowej), kultur komórek roślinnych (kultury tkanek roślinnych) i mchów roślin w różnych konfiguracjach bioreaktorów, w tym fotobioreaktory.
Potencjalne metody produkcji biofarmaceutyków obejmują organizmy głównie transgeniczne rośliny i zwierzęta. Modyfikacje tych organizmów stanowią duże zagrożenie dla inwestorów. Jest ono związane z brakiem sprecyzowanych planów co do uzyskania konkretnego organizmu oraz problemami etycznymi, co za tym idzie – brak akceptacji organów rządowych. Badania nad lekami biologicznymi mogą stanowić ryzyko krzyżowań organizmów.
Jednym z potencjalnych sposobów podejścia do tej technologii, jest stworzenie transgenicznych ssaków, które mogą produkować biofarmaceutyki w mleku. Pierwszym takim wynalazkiem był ATryn z mlekiem kóz.

## Rodzaje biofarmaceutyków
- Czynniki krwi (czynnika VIII i czynnika IX)
- Czynniki trombolityczne (tkankowy aktywator plazminogenu)
- Hormony (insulina, glukagon, hormon wzrostu, gonadotropiny)
- Krwiotwórcze czynniki wzrostu (erytropoetyny, czynniki stymulujące kolonie)
- Interferony (interferony-α,-β,-γ)
- Produkty oparte na interleukinach (interleukina-2)
- Szczepionki (antygen powierzchniowy wirusa zapalenia wątroby typu B)
- Przeciwciała monoklonalne (różne)
- Dodatkowe produkty (czynnik obumarcia nowotworu, leczenia enzymami)

## Klasyfikacja biofarmaceutyków ze względu na sposób produkcji

### Otrzymywanie przy użyciu technologii standardowych
- szczepionki
- preparaty z krwi
- toksyny
- surowce lecznicze
- enzymy

### Otrzymywanie przy użyciu technologii zaawansowanych
- przeciwciała monoklonalne
- białka rekombinowane
- cytokiny
- białka funkcyjne
- hormony
- komórki macierzyste
  - komórki autogeniczne, allogeniczne, ksenogeniczne
- szczepionki DNA
- wektory wirusowe
- geny terapeutyczne